# Дюбек, Рихард
Рихард Дюбек (швед. Richard Dybeck; 1 сентября 1811, коммуна Чепинг — 28 июля 1877, Сёдертелье) — шведский юрист, антиквар и поэт — любитель. Более всего известен как автор национального гимна Швеции «Du gamla, Du fria» ("Ты древняя, Ты свободная").

## Биография
Появился на свет в 1811 году в семье священнослужителя. Образование получал в средней школе в Вестеросе. В 1831 году Рихард поступил в Университет Уппсалы. В 1834 году получил диплом юриста по специальности «Государственная служба» и приступил к работе в Апелляционном суде Свеаланда. В последующие годы занимал ряд должностей в судебной системе, однако в конце концов вышел в отставку и начал посвящать всё своё время исследованиям в области истории и антиквариата.
Дюбек также написал много стихотворений, в том числе нынешний государственный гимн Швеции «Du gamla, Du fria» (1844).
Он также был широко известен живым интересом к культуре стран Азии, о чем свидетельствует его обширная коллекция исторических гравюр и литографий, сделанных, в частности, в Мьянме и Китае.
Дюбек скончался в 1877 году в возрасте 65 лет в городе Сёдертелье и был похоронен на кладбище в Стокгольме.

## Память
В 1937 году в родной коммуне поэта в его честь был открыт памятный бюст.
В 2011 году в Швеции на госуровне отмечалось 200-летие со дня рождения Дюбека.